# Lavertezzo Valle
Als Lavertezzo Valle wird der Teil der Gemeinde Lavertezzo bezeichnet, der am 18. Oktober 2020 mit 7 weiteren Gemeinden bzw. Gemeindeteilen zur Gemeinde Verzasca fusionierte. Lavertezzo Valle liegt im Verzascatal und umfasst den Ort Lavertezzo, der ursprünglich Hauptort der gleichnamigen Gemeinde war. Die Gemeinde Lavertezzo besteht seit der Fusion nur noch aus der ehemaligen Exklave Riazzino, führt den Namen Lavertezzo aber weiter.

## Geographie
Zu Lavertezzo Valle gehören nebst dem Hauptort Lavertezzo die Weiler Aquino, Rancone und Sambugaro. Das ehemalige Gemeindegebiet von Lavertezzo Valle grenzte im Norden an Frasco, im Nordosten an Personico, im Osten an Preonzo, im Südosten an Iragna, im Südsüdosten an Lodrino, im Süden an Vogorno, im Südsüdwesten an Corippo, im Südwesten an Avegno Gordevio, im Westen an Brione (Verzasca) und im Nordwesten an die Exklave Gerra (Verzasca) der Gemeinde Cugnasco-Gerra.

## Geschichte
Eine erste Erwähnung fand das Dorf Lavertezzo im Verzascatal im Jahre 1327 unter dem damaligen Namen Laverteze. 1913 fand man auf Gemeindegebiet ein Bronzebeil. Im Mittelalter gehörte Lavertezzo wie Squadra vermutlich zur grossen vicinia Verzasca. Die Bevölkerung wechselte ihren Wohnsitz zwischen Lavertezzo und dem Gebiet von Terricciuole, das unter der gemeinsamen Gerichtsbarkeit von Locarno, Minusio und Mergoscia stand. 1920 wurde ein Teil der Terricciuole Lavertezzo einverleibt, das heutige Riazzino. Lavertezzo Valle wechselte am 18. Oktober 2020 in die neu gebildete Gemeinde Verzasca.

## Sehenswürdigkeiten
Das Dorfbild ist im Inventar der schützenswerten Ortsbilder der Schweiz (ISOS) als schützenswertes Ortsbild der Schweiz von nationaler Bedeutung eingestuft.
- Pfarrkirche Santa Maria degli Angeli[2][3]
- Ponte dei Salti[2][3]
- Museo Il Deposito, Fondazione Matasci per l’Arte im Ortsteil Riazzino[4][2][3]
- Backofen im Ortsteil Rancone[2][3]
- Backofen im Ortsteil Sambugaro[2][3]
- Backofen im Ortsteil Ai salici[2][3]
- Wasserversorgungssystem im Ortsteil Monti di Revöira[2][3]
- Schalenstein im Ortsteil Monte Sassel (1150 m ü. M.)[5]
- Schalenstein im Val Carecchio im Ortsteil Arossa (1680 m ü. M.)[6]
- Schalenstein im Ortsteil Alpe Fümegna (1627 m ü. M.)[7]

## Persönlichkeiten
- Leone da Lavertezzo (Giuseppe Brughelli) (* 6. Februar 1876 in Lavertezzo; † 14. Dezember 1932 in Madonna del Sasso), Kapuziner, Historiker, Publizist, Übersetzer[8][9]
- Luigi Simona (1874–1968), Theologe, Kunsthistoriker und Autor

## Fotogalerie

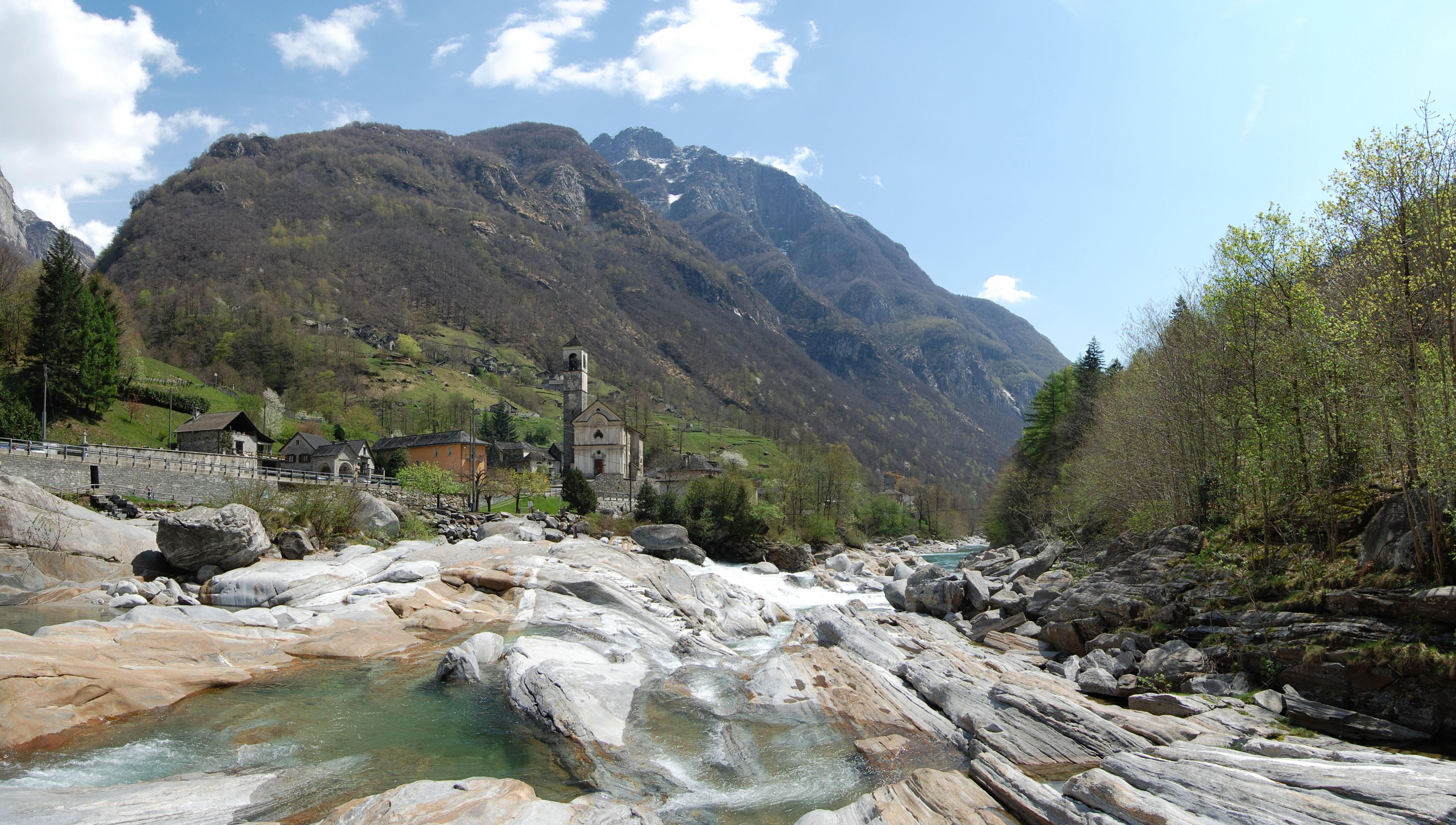
Dorf Lavertezzo
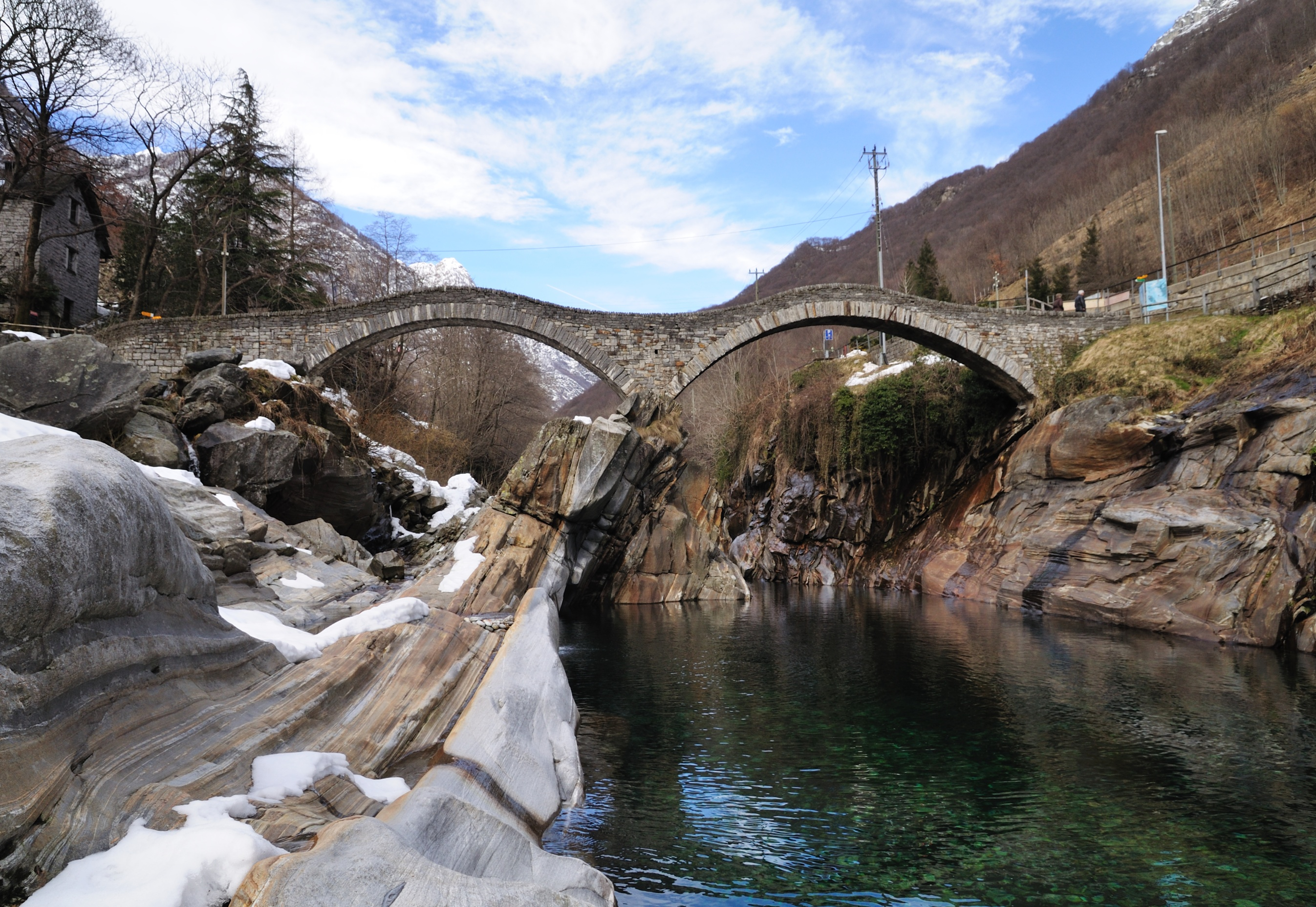
Lavertezzo: Ponte dei Salti
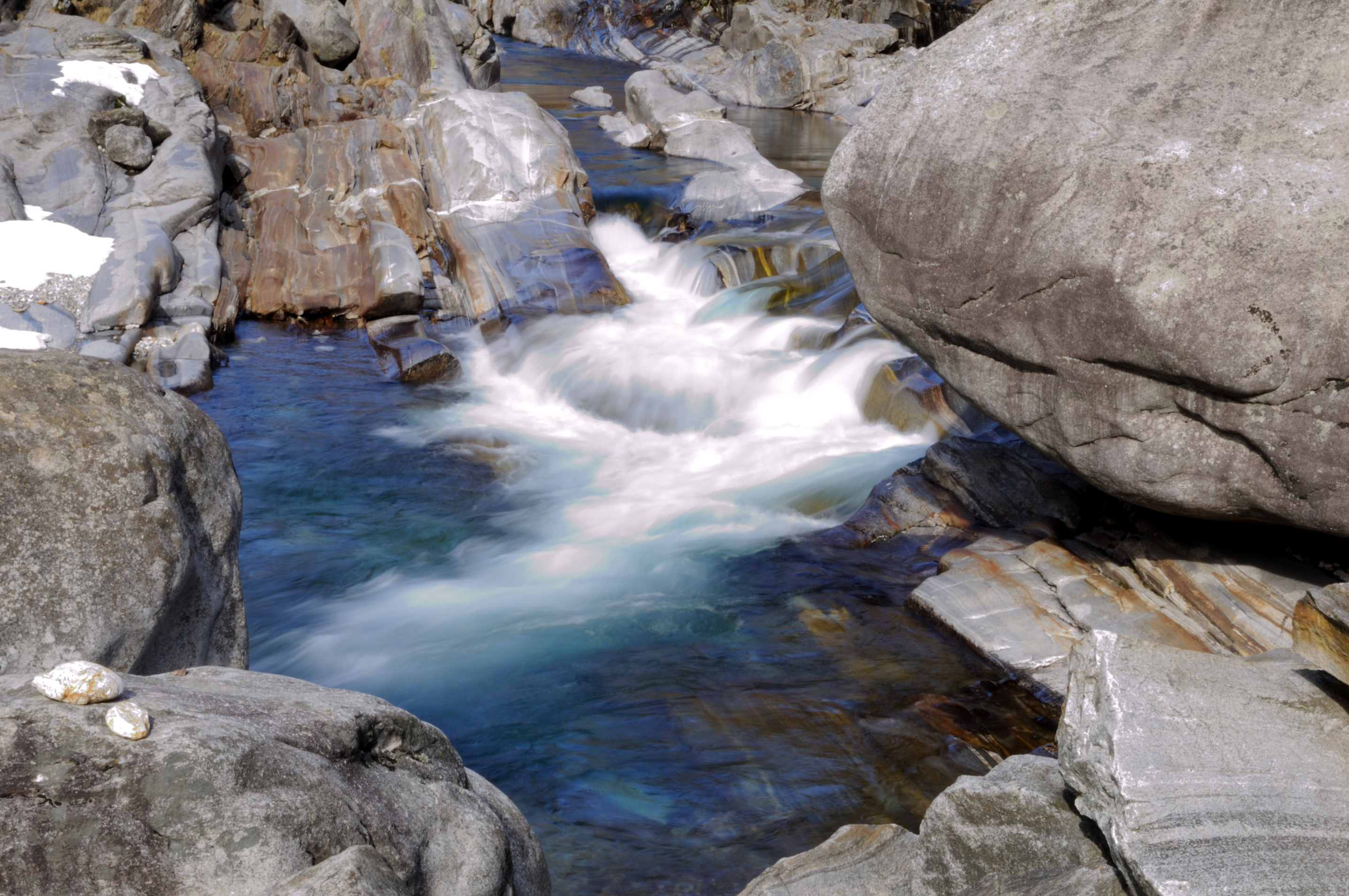
Ortho- und Paragneise im Verzasca
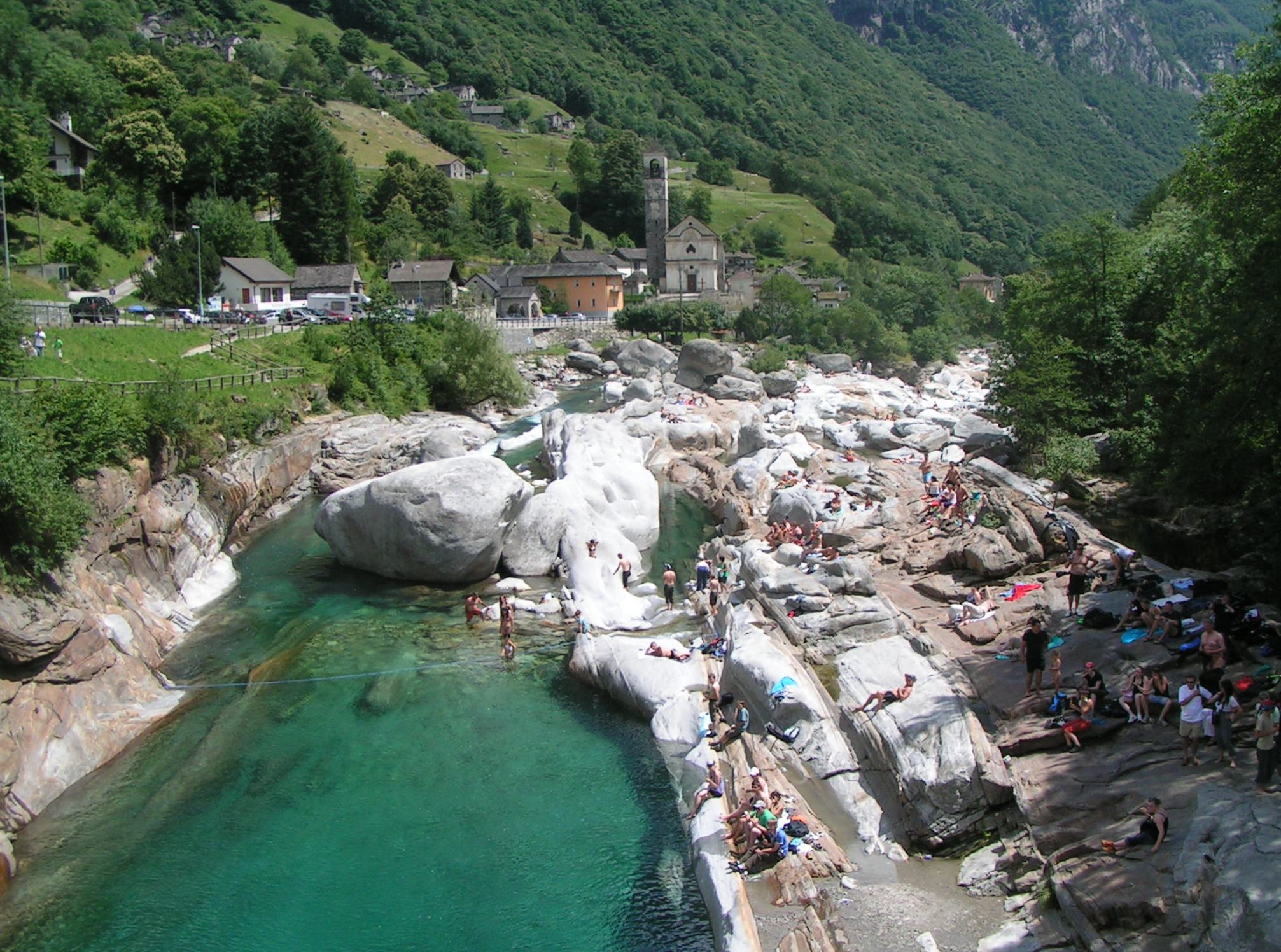
Lebhafter Tourismus im Sommer